# Городская церковь (Гларус)
Городская церковь Гларуса — главная церковь в городе Гларус, основного в кантоне с тем же названием. Здание было построено в 1863—1866 годах вместо прежнего, сгоревшего в 1861 году. До 1964 года церковь поочерёдно использовалась кальвинистами и католиками.
Здание неоднократно реконструировалось, однако новации органично вписывались в существующий план. В 2001 году церковь получила премию Europa nostra Европейского союза по культурному наследию.